# Kalmar landsförsamling
Kalmar landsförsamling var en församling inom Norra Möre kontrakt i Växjö stift inom Svenska kyrkan, i nuvarande Kalmar kommun. Församlingen uppgick 1925 i Kalmar församling (nuvarande Kalmar domkyrkoförsamling).
Kalmar sockenkyrka, Sankta Gertruds kyrka, först nämnd 1444, låg 400 meter utanför Norreport på nuvarande Kalmar församlingshems plats, och var helgad åt S:ta Gertrud.. Den fanns kvar till 1536 eller senare. I slutet på 1800-talet använde församlingen Kalmar domkyrka för gudstjänster.

## Administrativ historik
Församlingen har medeltida ursprung och hette under den medeltida Sankta Gertuds församling.
Församlingen uppgick 1925 i Kalmar församling och ingick innan dess i samma pastorat, dock före reformationen utgjorde församlingen tidvis eget pastorat.